# Assalt al tren dels diners
Assalt al tren dels diners (títol original: Money train) és una pel·lícula estatunidenca de Joseph Ruben estrenada l'any 1995. Ha estat doblada al català.

## Argument
Charlie i John han crescut junts, educats per la mare d'aquest últim, i són avui agents de seguretat del metro de Nova York. Viuran una setmana de Nadal agitada: hauran d'enfrontar-se a un assassí psicòpata piròman que erra en a les parades de metro; s'enamoraran de la mateixa dona, Grace Santiago, inspectora de policia que acaba d'entrar al seu equip; tindran diversos conflictes amb el seu cap, l'antipàtic Patterson, sempre buscant una raó per acomiadar-los; i John ajudarà Charlie a tornar els deutes de jocs que deu a mafiosos. Per reemborsar els seus deutes i alhora per venjar-se de Patterson, Charlie considera aviat de desvalisar el Metrodollar (en anglès, "Money Tren"), el tren que transporta la recaptació del metro de Nova York. John intenta dissuadir-lo.

## Repartiment
- Wesley Snipes: John
- Woody Harrelson: Charlie
- Jennifer Lopez: Grace Santiago
- Robert Blake: Donald Patterson
- Chris Cooper: Torch
- Joe Grifasi: Riley
- Scott Sowers: Mr. Brown
- Skipp Sudduth: Kowalski